# یورگن الرس
یورگن الرس(به آلمانی: Jürgen Ehlers) (زادهٔ ۲۹ دسامبر ۱۹۲۹ در هامبورگ، آلمان – درگذشتهٔ ۲۰ مه ۲۰۰۸ در پوتسدام، آلمان) فیزیکدانی آلمانی بود که در فهم نظریه نسبیت عام آلبرت اینشتین مشارکت قابل توجهی داشت. او در خلال دوران کارشناسی ارشد و دکترای خود در گروه پژوهش نسبیت عام پاسکوال جردن در ددانشگاه هامبورگ کارکرد و سپس به عنوان مدیر به مؤسسه ماکس پلانک برای اخترفیزیک(به انگلیسی: Max Planck Institute for Astrophysics) در مونیخ رفت. در سال ۱۹۹۵ او مؤسسه ماکس پلانک برای فیزیک گرانشی (به انگلیسی: Max Planck Institute for Gravitational Physics)(مؤسسه آلبرت اینشتین) را در پوتسدام آلمان بنیان نهاد.
پژوهش‌های الرس بر روی بنیانهای نسبیت عام و کاربردهایش در اخترفیزیک متمرکز بود. او طبقه‌بندی مناسبی برای پاسخهای کامل معادلات میدان اینشتین فرمولبندی کرد و قضیه الرس-گرن-زاکس را اثبات نمود. او همچنین توصیفی فضازمانی برای همگرایی گرانشی ارائه داد.